# Mehmet Barlas
Mehmet Barlas (* 15. Februar 1942 in Ankara; † 1. Juni 2023 in Istanbul) war ein türkischer Journalist.

## Werdegang
Barlas studierte Rechtswissenschaft an der Universität Istanbul und arbeitete seit 1971 für ziemlich alle großen Tageszeitung der Türkei; darunter  Cumhuriyet, Milliyet, Güneş, Tercüman, Hürriyet, Türkiye,  Yeni Şafak, Zaman, Star, Akşam und Posta. Zudem arbeitete er für den staatlichen Fernsehsender TRT und war Sprecher der Hauptnachrichtensendung von ATV.
Ab 2017 war Barlas zum zweiten Mal für die Tageszeitung Sabah tätig, die er 1998 nach angeblichen Aussagen des PKK-Abtrünnigen Şemdin Sakık über finanzielle Zuwendungen verlassen musste. Barlas gehörte zu den dienstältesten und bekanntesten Journalisten des Landes und galt inzwischen als „bekennender Fan“ des Staatspräsidenten Recep Tayyip Erdoğan. Manche seiner Kolumnen bei Sabah erschienen auch in englischer Übersetzung in deren Ableger Daily Sabah, einige auch in deutscher Übersetzung auf deren Internetseite. Mehmet Barlas veröffentlichte sieben Bücher zu politischen Themen.
Er starb am 1. Juni 2023 im Alter von 81 Jahren in Istanbul.